# Municipio de Camp (Iowa)
El municipio de Camp (en inglés: Camp Township) es un municipio ubicado en el condado de Polk en el estado estadounidense de Iowa. En el año 2010 tenía una población de 2183 habitantes y una densidad poblacional de 20,18 personas por km².

## Geografía
El municipio de Camp se encuentra ubicado en las coordenadas 41°32′47″N 93°22′45″O / 41.54639, -93.37917. Según la Oficina del Censo de los Estados Unidos, el municipio tiene una superficie total de 108.15 km², de la cual 106,13 km² corresponden a tierra firme y (1,87 %) 2,02 km² es agua.

## Demografía
Según el censo de 2010, había 2183 personas residiendo en el municipio de Camp. La densidad de población era de 20,18 hab./km². De los 2183 habitantes, el municipio de Camp estaba compuesto por el 97,94 % blancos, el 0,5 % eran afroamericanos, el 0,41 % eran amerindios, el 0,32 % eran asiáticos, el 0,41 % eran de otras razas y el 0,41 % eran de una mezcla de razas. Del total de la población el 2,38 % eran hispanos o latinos de cualquier raza.